# Thomas Heise (Journalist)
Thomas Heise (* 1959 in Ost-Berlin) ist ein deutscher Journalist und Buchautor.

## Leben
Heise studierte Psychologie und arbeitete als Telegrammbote, Heizer und Stasi-Auflöser, ehe er ab 1990 als freier Journalist u. a. für ZAK, Explosiv, Kennzeichen D und Channel 4 tätig war. Seit 1994 ist er Reporter bei SPIEGEL TV. Von 2003 bis 2011 war er Redaktionsleiter des SPIEGEL-TV-Magazins und ist seit 2011 Stellvertretender Chefredakteur. Heise veröffentlichte 1993 das Buch Freikaufgewinnler – die Mitverdiener im Westen. Seit 2003 recherchiert er über den Aufstieg krimineller Clans in Deutschland. Zusammen mit Jörg Diehl und Claas Meyer-Heuer hat er mehrere Spiegel-Bestseller veröffentlicht. Für den Film Die Macht der Clans erhielt das Reporterduo 2021 den Bayerischen Fernsehpreis. Er erscheint regelmäßig mit Claas Meyer-Heuer im SPIEGEL-TV-Format Im Verhör.

## Körperlicher Angriff im Berliner Verwaltungsgericht
Im Dezember 2024 berichtete Heise über eine Gerichtsverhandlung im Berliner Verwaltungsgericht gegen Mahmoud Al-Zein, ein Mitglied der Berliner Großfamilie Al-Zein, der trotz eines durch das Land Berlin gegen ihn verhängten Einreiseverbotes nach Deutschland eingereist war. Heise filmte im Flur des Gerichtsgebäudes mit seinem Handy, während er die Prozessbeteiligten fragte, ob sich jemand von ihnen zu dem Fall äußern wolle. Fadie Al-Zein, der Neffe von Mahmoud Al-Zein, rief daraufhin „Kamera aus!“ und versetzte Heise einen Faustschlag ins Gesicht. Anschließend flüchtete Heise in ein Gerichtszimmer und wartete dort mit zwei Mitarbeitern der Ausländerbehörde, bis Justizbeamte die Mitglieder der Familie Al-Zein aus dem Gerichtsgebäude heraus führten. Heise klagte nach dem Angriff über Sehstörungen und Kopfschmerzen. Er wurde ambulant im Krankenhaus behandelt und von der Polizei vernommen. 
Fadie Al-Zein wurde bereits 2017 wegen Körperverletzung und weiterer Straftaten (unter anderem Drogenhandel) verurteilt.
Im Juni 2025 verurteilte das Amtsgericht Tiergarten Fadie Al-Zein für den Angriff auf Heise wegen vorsätzlicher Körperverletzung zu einer Haftstrafe von zehn Monaten ohne Bewährung. Die Verhängung einer Bewährungsstrafe kam für das Gericht aufgrund der zahlreichen Vorstrafen Al-Zeins nicht infrage. Al Zein kündigte an, gegen das Urteil in Berufung gehen zu wollen.

## Veröffentlichungen
- mit Claas Meyer-Heuer: Die Macht der Clans. Arabische Großfamilien und ihre kriminellen Imperien. Spiegel Buchverlag, München/Hamburg 2020, ISBN 978-3-421-04870-7.
- mit Claas Meyer-Heuer: Der Jahrhundertcoup. Ein Clan auf Beutezug und die Jagd nach den Juwelen aus dem Grünen Gewölbe. Spiegel Buchverlag, München/Hamburg 2023, ISBN 978-3-421-07006-7 (über den Dresdner Juwelendiebstahl von 2019).

## Auszeichnungen
- 2021: Bayerischer Fernsehpreis in der Kategorie Information